# Ophthalmia Range
Ophthalmia Range är en bergskedja i Australien. Den ligger i delstaten Western Australia, omkring 1 000 kilometer norr om delstatshuvudstaden Perth.
Ophthalmia Range sträcker sig 14,6 km i öst-västlig riktning. Den högsta toppen är Mount Newman, 1 055 meter över havet.
Omgivningarna runt Ophthalmia Range är i huvudsak ett öppet busklandskap. Trakten runt Ophthalmia Range är nära nog obefolkad, med mindre än två invånare per kvadratkilometer. Genomsnittlig årsnederbörd är 488 millimeter. Den regnigaste månaden är januari, med i genomsnitt 197 mm nederbörd, och den torraste är augusti, med 1 mm nederbörd.